# Anisopodus strigosus
Anisopodus strigosus es una especie de escarabajo longicornio del género Anisopodus, tribu Acanthocinini, subfamilia Lamiinae. Fue descrita científicamente por Erichson en 1847.

## Descripción
Mide 10 milímetros de longitud.

## Distribución
Se distribuye por Bolivia, Colombia, Costa Rica, Ecuador, Guayana Francesa y Perú.